# Талер Марии Терезии

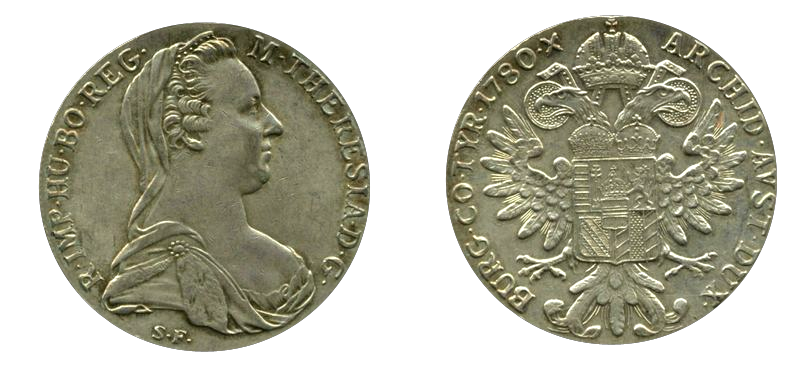
Талер Марии Терезии. Лондонская чеканка (Hafner 63)

Та́лер Мари́и Тере́зии — серебряная монета, разновидность конвенционного талера, активно использовавшаяся в мировой торговле (см. торговая монета) почти сразу после начала чеканки в 1741 году. Монета получила своё название по имени императрицы Марии Терезии, которая правила Австрией, Венгрией и Богемией в период с 1740 по 1780 год.
С 1780 года монета всегда датировалась 1780 годом и чеканилась монетными дворами Бирмингема, Бомбея, Брюсселя, Лондона, Парижа, Рима и Утрехта, помимо габсбургских монетных дворов в Гюнцбурге, Галле, Карлсбурге, Кремнице, Милане, Праге, Венеции и Вене. Кроме того, талер Марии Терезии чеканился на Яве, в Китае, на Азорских островах, в Мозамбике, в Бразилии, в США (Карсон-Сити, Миссури и т.д.) в Эритрее, в Джибути, в греческой Македонии и на Мадагаскаре, а также в других местах. Неоднократно его выпуск осуществляли частные компании. С 1751 по 2000 год было отчеканено около 389 миллионов талеров. Указанные разные монетные дворы помечали отчеканенные ими монеты, внося незначительные отличия в андреевский крест или символ цветка, похожий на «X», в верхней левой части реверса монеты (также изменения вносились в форму герба и портрет императрицы). В 1946 году Венский монетный двор аннулировал все права иностранных правительств на выпуск таких копий. После этого им было отчеканено свыше 49 миллионов талеров Марии Терезии.
Талер Марии Терезии был одной из первых монет, имевших хождение на территории США и, вполне возможно, способствовал (наряду с испанским долларом) тому, что основной денежной единицей США был выбран доллар.

## Описание
Диаметр талера — 39,5 мм, толщина — 2,5 мм, вес — 28,0668 грамма. Монета имеет высокое содержание серебра: 23,3890 грамма и пробу .833.
В немецкоговорящих странах после реформы правописания 1901 года, осуществлённой через два года после её объявления, слово «Thaler» стало писаться «Taler» (хотя написание имени «Theresia» осталось прежним из-за греческого происхождения слова). В связи с этим эта монета упоминается в немецких и австрийских источниках XX века как «Maria-Theresien-Taler». Написание же этого слова в англоговорящих странах осталось без изменений.
На аверсе монеты надпись на латинском языке: «M. THERESIA D. G. R. IMP. HU. BO. REG.» Надпись на реверсе: «ARCHID. AVST. DUX BURG. CO. TYR. 1780 X» (на первых выпусках — «AUST»). Это аббревиатура фразы: «Maria Theresia, Dei Gratia Romanorum Imperatrix, Hungariae Bohemiaeque Regina, Archidux Austriae, Dux Burgundiae, Comes Tyrolis. 1780 X», что значит: «Мария Терезия, милостью Божией, императрица римлян, королева Венгрии и Богемии, эрцгерцогиня Австрии, герцогиня Бургундии, графиня Тироля. 1780». Знак «X» фактически является андреевским крестом, и появился после 1750 года, обозначая правление Марии Терезии над австрийскими Нидерландами. На гурте монеты указан девиз её царствования: «Iustitia et Clementia», что значит «Справедливость и милосердие».

## В Эфиопии
Ко времени правления императора Йасу II (1730—1755) относится первое упоминание о хождении талера Марии Терезии в Эфиопии. По сведениям путешественника Джеймса Брюса, монета, чеканившаяся по неизменной стопе в отличие от других валют, преобладала в районах, которые он посетил в 1768 году. По оценке Йозефа Калмера (Joseph Kalmer) и Людвига Хюна (Ludwig Hyun) в книге "Abessinien" (Абиссиния), свыше 20 % из 245 миллионов монет, отчеканенных до 1931 года, оказалось в Абиссинии. Во время британской военной экспедиции 1868 года в Магдалу, столицу императора Теодроса II, под командованием фельдмаршала Роберта Напира, талерами Марии Терезии оплачивались местные расходы экспедиции. В 1890 году итальянцы ввели в обращение эритрейский талер (Tallero Eritreo), оформленный в стиле талера Марии Терезии, в своей новой колонии Эритрее, также надеясь навязать его использование в торговле с Эфиопией. Однако эта попытка не увенчалась успехом. В начале 1900-х годов Менелик II безуспешно пытался чеканить талеры Менелика в Эфиопии, со своим портретом, но в стиле талера Марии Терезии, и ввести их в обращение. Только что созданный Банк Абиссинии также выпустил банкноты с номиналами в талерах. Начиная с 1935 года, итальянцы чеканили талеры Марии Терезии на монетном дворе в Риме для использования в ходе оккупации ими Эфиопии. Затем в ходе Второй мировой войны британцы отчеканили около 18 миллионов талеров Марии Терезии в Бомбее для использования в кампании по изгнанию итальянцев из Эфиопии.

## В Леванте
Талер Марии Терезии также ранее был валютой Маската и Омана. Популярность монеты до сих пор сохраняется в Северной Африке и на Среднем Востоке в её первоначальном виде: серебряная монета с портретом пышной императрицы на лицевой стороне и с двуглавым орлом Габсбургов на обороте.